# Tinovul Mohoș
Tinovul Mohoș este o arie protejată de interes național ce corespunde categoriei a IV-a IUCN (rezervație naturală de tip floristic și faunistic), situată în județul Harghita, pe teritoriul administrativ al comunei Cozmeni.

## Amplasare
Rezervația naturală se află într-unul dintre craterele Masivului Ciomatu - prelungirea extrem sudică a lanțului vulcanic al Munților Harghitei, în sud-vestul satului Lăzărești și imediat în apropierea Lacului Sfânta Ana. 

## Geologie
Primul care a erupt  a fost craterul cu tinovul, ulterior acesta s-a liniștit și în el s-a format un lac. Ceva mai târziu a erupt și prin craterul de alaturi și cenușa aruncată a ajuns în mare parte în lac pe care l-a cam colmatat și a favorizat dezvoltarea mușchiului de turbă. Momentan din luciul inițial de apă au rămas numai 17 ochiuri. 
Stratul de turbă este gros de 10 până la un maxim de 20 de metri, grosimea lui fiind suficient de atractivă, în așa fel încât, pe vremea regimului comunist să se încerce exploatarea acesteia. Din cauza turbei apa tinovului este aproape neagră.
În zonă se mai află câteva tinoave similare mai mici, cum ar fi Tinovul Bufnitor (Buffagó) situat în craterul Muntelui Puturosu și Tinovul Hámmas situat pe valea pârâului Jombor.

## Floră și faună
Suprafață protejată este de 240 ha din care mlaștina propriuzisă are 80 ha și reprezintă o mlaștină oligotrofă.

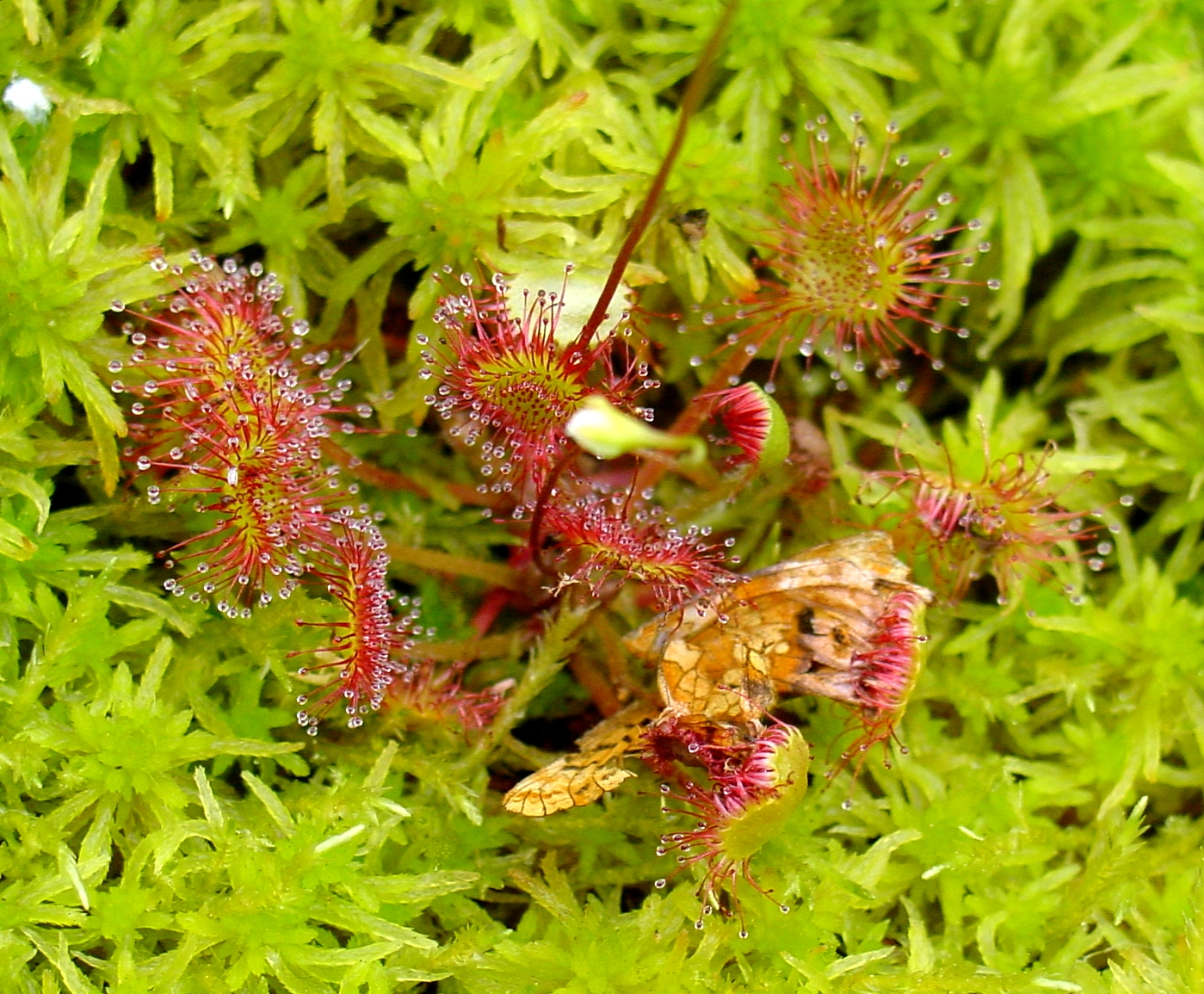
Roua cerului (Drosera rotundifolia)

Rezervația suprapusă sitului Natura 2000 - Tinovul Mohoș - Lacul Sf. Ana se află la o altitudine de 1050 m  și adăpostește vegetație forestieră alcătuită în mare parte de pin silvestru (Pinus sylvestris), specii de mesteacăn pitic (Betula nana) și mesteacăn pufos (Betula pubescens).
La nivelul ierburilor vegetează mai multe specii floristice de turbărie printre care: roua cerului (Drosera rotundifolia), specii de rogozuri (Carex nigra, Carex echinata), ruginare (Andromeda polifolia), ligularia (Ligularia sibirica) sau bumbăcăriță (Eriophorum vaginatum).
Fauna este constituită din specii de păsări, reptile și batracieni.

## Acces
Deplasarea în rezervație se face numai în grupuri, pe o pasarelă de lemn care duce la două dintre ochiurile de apă care au mai rămas din vechiul lac și în prezența unui ghid desemnat. 

## Galerie

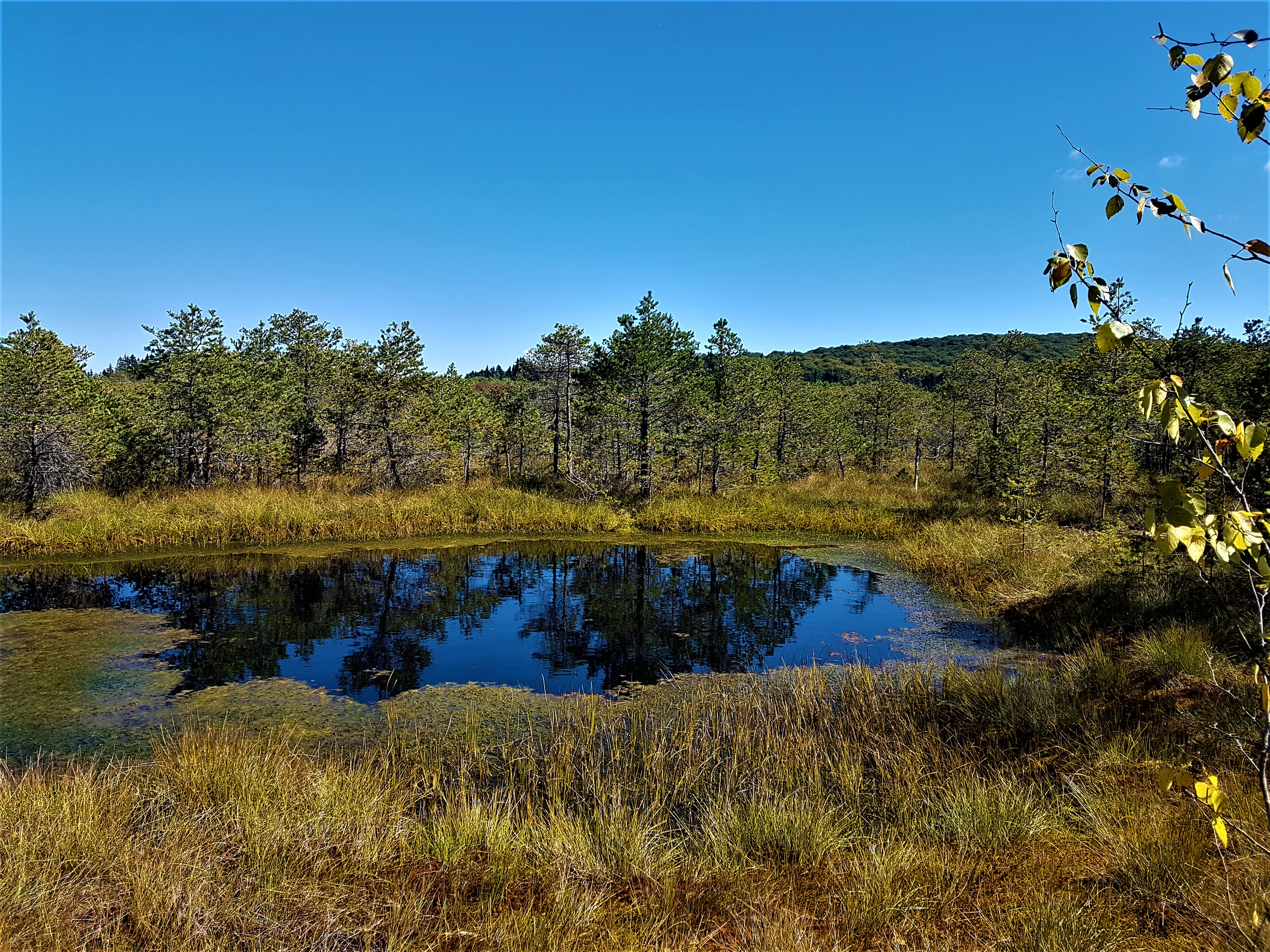
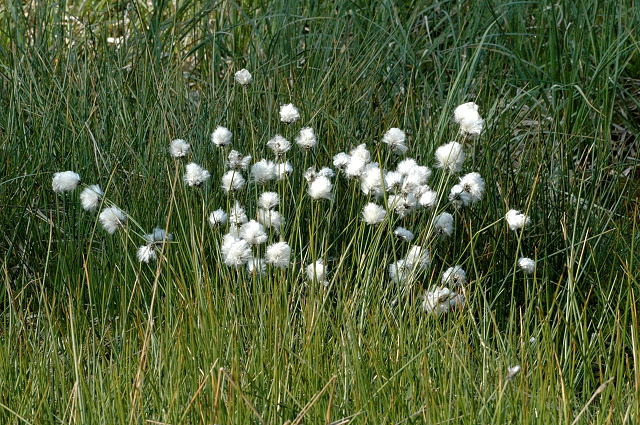
Bumbăcăriţă (Eriophorum vaginatum), specie floristică semnalată în arealul rezervaţiei
Amplasarea Lacului Sfânta Ana și a Tinovului Mohoș
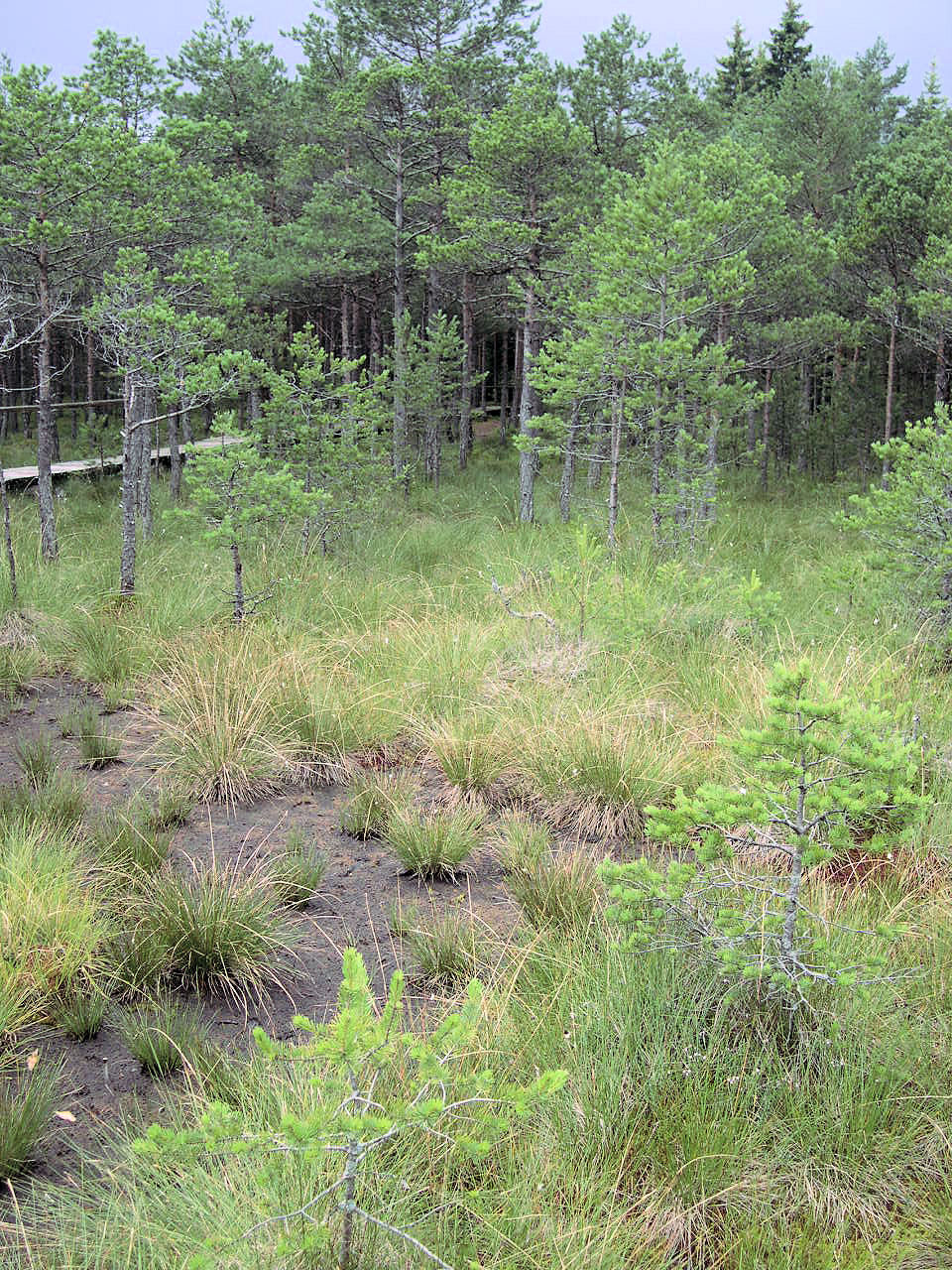
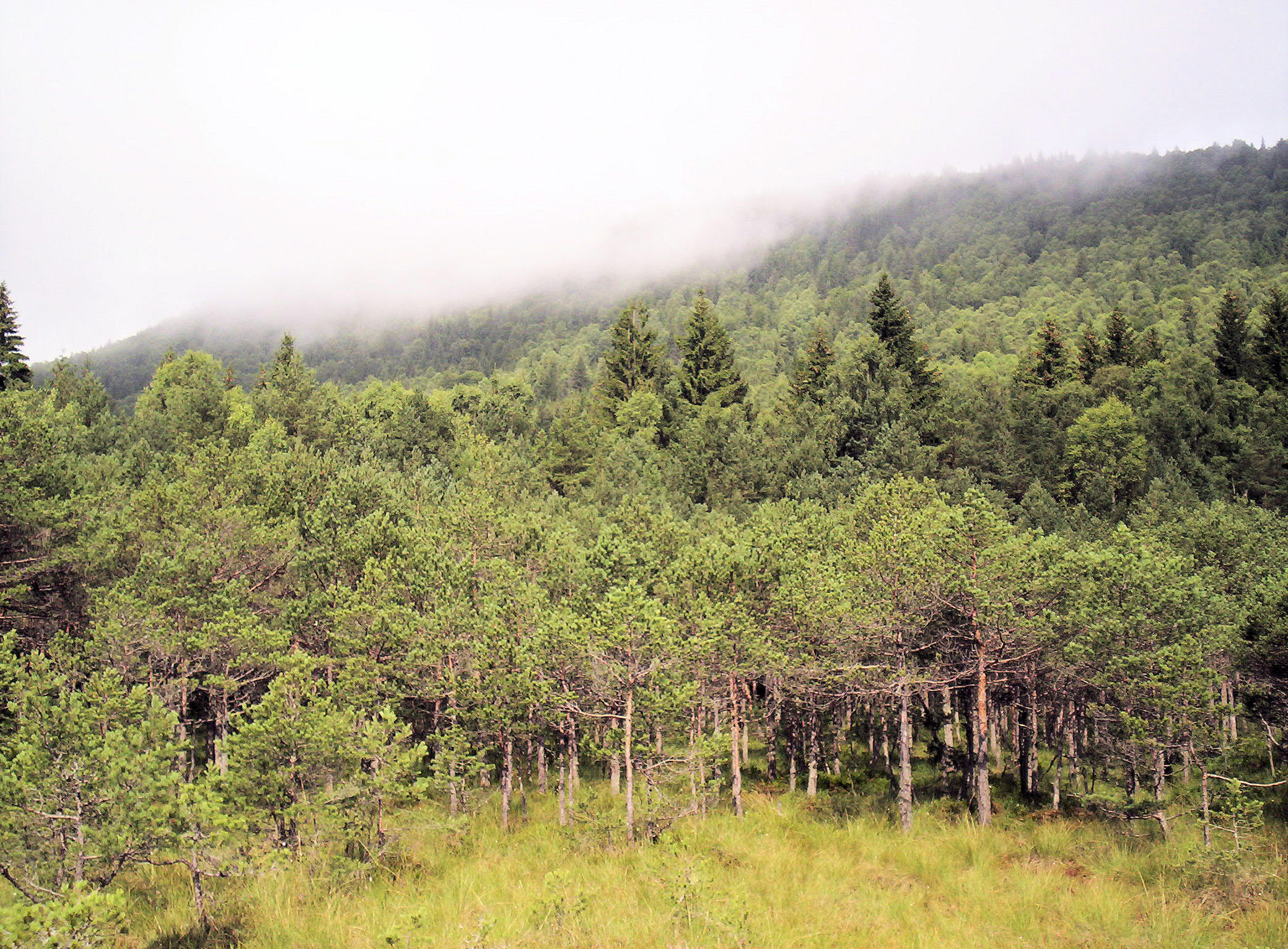
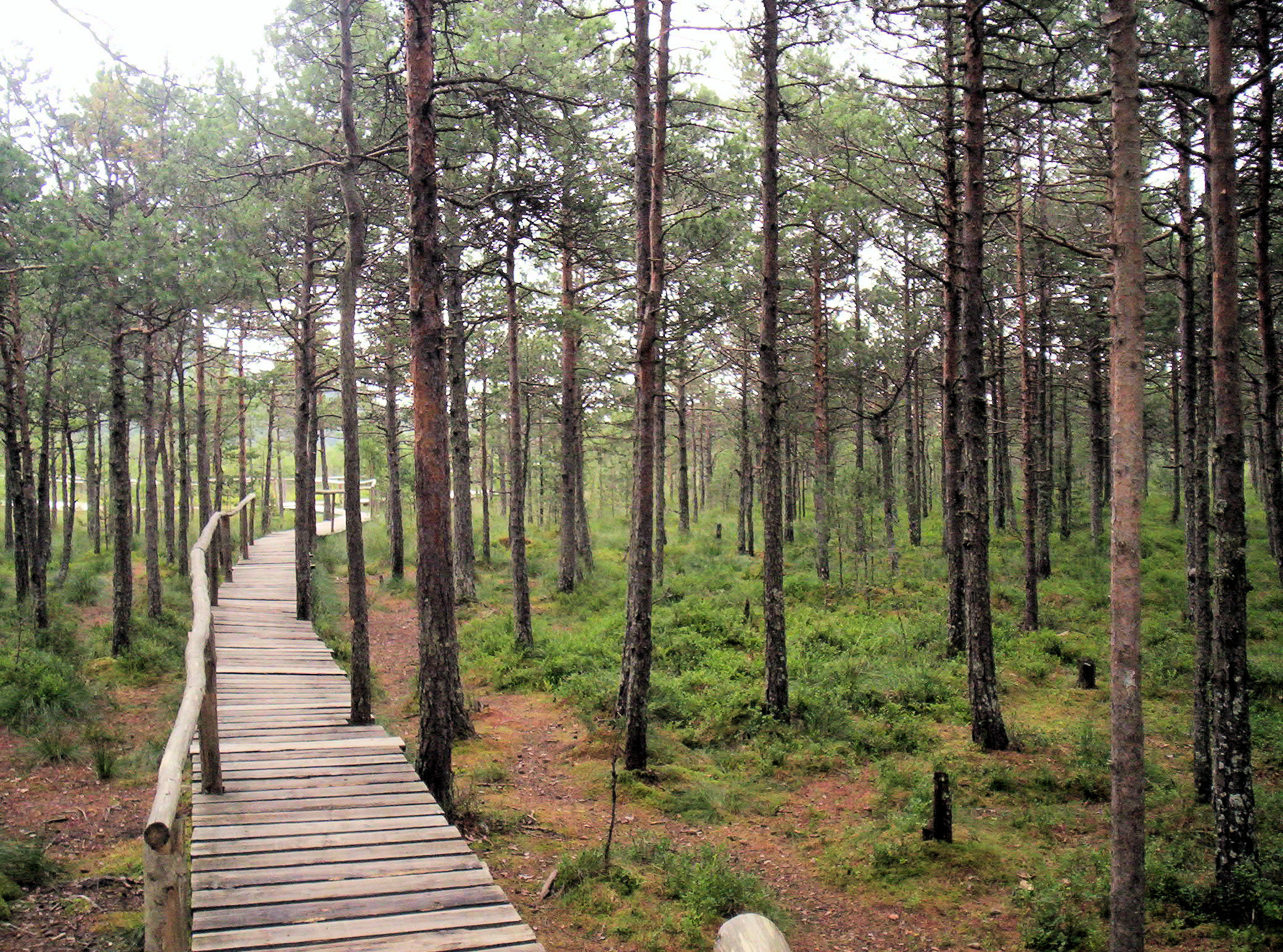